# Germán Cardona
Germán Cardona Gutiérrez, né le 28 décembre 1956 à Manizales, est un homme politique colombien. Il occupe le poste de gouverneur du Caldas, celui d'alcalde de Manizales à deux reprises, ainsi que celui de ministre des Transports à deux reprises sous la présidence de Juan Manuel Santos.